# Pancho Villa (Boxer)

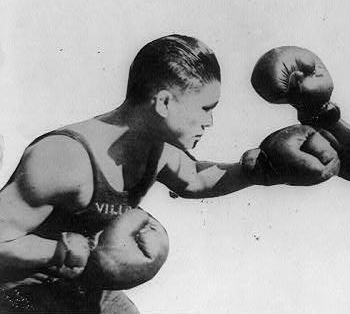
Pancho Villa

Pancho Villa (* 1. August 1901 in Iloilo, Philippinen als Francisco Guilledo, möglicherweise Francisco Tingson; † 14. Juli 1925 in San Francisco) war ein philippinischer Fliegengewichtsboxer.
Nachdem er in seinem Dorf häufig in Schlägereien verwickelt war, hörte der Boxmanager Frank Churchill in Manila zufällig von ihm und nahm ihn unter Vertrag. Er benannte ihn nach dem legendären mexikanischen Banditen und Revolutionär Pancho Villa, um ihn besser vermarkten zu können.
Zu Beginn seiner Karriere boxte er ausschließlich in den Philippinen, 1922 siedelte er dann in USA über. In der „No Decision Ära“ verlor er sogenannte „Zeitungsentscheidungen“ (offiziell ohne Wertung) gegen Abe Goldstein und Frankie Genaro. Es gelang ihm aber, einen Kampf um die (offene) US-amerikanische Meisterschaft zu bekommen und durch K. o. zu gewinnen. Eine zweite Punktniederlage gegen Genaro war umstritten.
Als die alternde walisische Legende Jimmy Wilde nach zwei Jahren Inaktivität in den USA einen Gegner zur Verteidigung des Weltmeistertitels suchte, wählte man den vermarktbaren Villa statt Genaro. Villa ließ Wilde keine Chance und gewann durch KO in der siebten Runde. Er wurde damit zum ersten philippinischen Weltmeister in der Geschichte des Profiboxens.
Hauptsächlich aufgrund dieses Kampfes gilt er als einer der besten Fliegengewichtler aller Zeiten, allerdings ist seine genaue Einordnung strittig, da Wilde nach der langen Inaktivität weit von seiner Bestform entfernt war. So hat das Ring Magazine Wilde an Nummer eins, Genaro an Position vier, aber Villa nicht unter den besten Fünf. Andere, wie die Associated Press, bestehen darauf, ihn aufgrund dieses Kampfes vor Wilde zu platzieren, in der Regel dann auf Rang eins.
Sein letzter Kampf war eine Niederlage am 4. Juli 1925 in einem Nichttitelkampf gegen Jimmy McLarnin. Zehn Tage später verstarb Villa nach einer verschleppten Zahninfektion im Alter von nur 23 Jahren.
1994 fand Villa Aufnahme in die International Boxing Hall of Fame.